# ロフルミラスト
ロフルミラスト（Roflumilast）は経口の選択的長時間型ホスホジエステラーゼ4阻害薬の一つである。抗炎症作用を有し、COPDにおける肺の炎症を治療する。
2010年6月、EUで慢性気管支炎に係る重症COPDについて承認され、2011年3月、米国でCOPD増悪の軽減について承認された。日本では2017年8月現在、未承認である。

## 効能・効果
臨床使用の一番の目的は、重症COPDにおける急性増悪（肺発作）の予防である。

## 副作用
1〜10%の患者に発現する一般的な副作用は、下記の通りである。
- 下痢
- 体重減少
- 嘔気
- 頭痛
- 不眠
- 食欲不振
- 腹痛
- 鼻炎
- 副鼻腔炎
- 尿路感染
- 抑うつ

## 臨床試験
2015年2月に報告された偽薬対照無作為化比較試験（REACT試験）の結果、吸入ステロイド（ICS）と長時間作動性β刺激薬（LABA）（ならびに長時間作用型抗コリン薬（LAMA））を使用している患者での中等症〜重症のCOPD増悪の年間発生回数は、ロフルミラスト群で0.805回/年、プラセボ群で0.927回/年であったが、有意差は付かなかった（P=0.0529）。しかし負の二項モデルを用いて両群の重症増悪の頻度を評価したところ、ロフルミラスト群の方が重症増悪が有意に少なく（P=0.0175）、増悪による入院についても有意差がついた（P=0.0209）。従来より懸念されている下痢の副作用はロフルミラスト群10%、偽薬群4%であった。